# Integrase
Die Integrase ist ein Enzym von Retroviren, das für den Einbau viraler DNA-Stränge in die Chromosomen der Wirtszelle zuständig ist. Sie ist eines von drei Schlüsselenzymen der Retroviren. Die Integrase ist eine Nukleotidyltransferase, die vom pol-Gen der Viren-RNA codiert wird. Sie kann als Endonuklease nach reverser Transkription die DNA der Wirtszelle aufspalten und das Virus-Genom in die Wirts-DNA integrieren.

## Integration

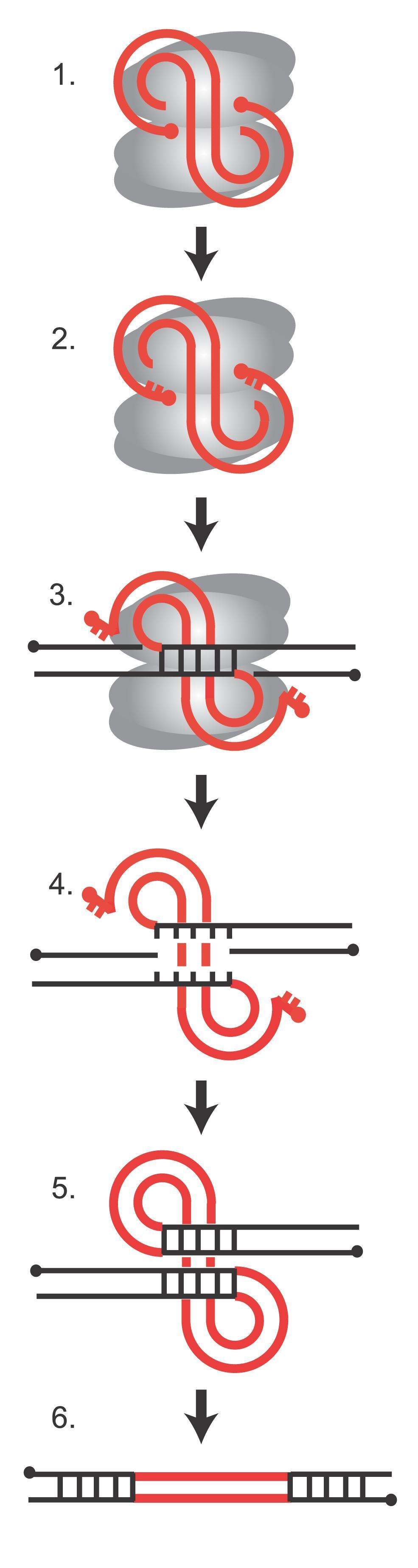
Integration der viralen DNA in das Wirtsgenom durch die Integrase.

Die Integrase bindet an die virale DNA und an die Wirts-DNA und bildet mit diesen einen Komplex. Die Abbildung zeigt die Reihenfolge der DNA-Strangbrüche und der anschließenden Zusammensetzung bei der Integration der viralen DNA. In grau sind die Integrase-Monomere, in rot die virale DNA und in schwarz die Wirts-DNA abgebildet, die roten Punkte schließlich die 5'-Enden der viralen DNA.
siehe auch: Integration bei Retroviren

## HI-Virus
Die besonders gut untersuchte Integrase des HI-Virus ist ein 32 kDa großes Protein, das bei Freisetzung als Antigen wirkt. Die HIV-1-Integrase ist Ziel therapeutischer Ansätze zur Behandlung von HIV im Rahmen einer antiretroviralen Therapie mittels Integrase-Strangtransfer-inhibitoren (INSTIs). Zu diesen gehören Raltegravir, Elvitegravir, Dolutegravir, Cabotegravir und Bictegravir.